# Bishan Singh Bedi
Bishan Singh Bedi (* 25. September 1946 in Amritsar, Britisch-Indien; † 23. Oktober 2023 in Neu-Delhi, Indien) war ein indischer Cricketspieler, der zwischen 1966 und 1979 für die indische Nationalmannschaft spielte. Von 1976 bis 1978 war er ihr Kapitän.

## Kindheit und Ausbildung
Bedi begann das Cricketspiel während seiner Schulzeit.

## Aktive Karriere

### Anfänge in der Nationalmannschaft
Mit 15 Jahren begann Bedi für Northern Punjab zu spielen. Er gab sein Debüt in der Nationalmannschaft im Dezember 1966, als die West Indies nach Indien kamen. In seinem zweiten Test bei dieser Serie erreichte er 4 Wickets für 81 Runs und brachte damit die dominierenden West Indies an den Rand einer Niederlage. Im folgenden Sommer reiste er mit dem Team nach England, wo ihm im zweiten Test 3 Wickets für 68 Runs gelangen. Im Frühjahr 1968 konnte er mit 6 Wickets für 127 Runs beim zweiten Test der Tour in Neuseeland herausragen. Im vierten Test fügte er dann noch einmal drei Wickets (3/14) hinzu. In dem Jahr wechselte er im nationalen indischen Cricket nach Delhi. Beim Gegenbesuch der neuseeländischen Mannschaft in Indien zum Beginn der Saison 1969/70 gelangen ihm 4 Wickets für 98 Runs. Daraufhin folgte eine Tour gegen Australien, die er mit drei Wickets (3/74) im ersten Test begann. Im dritten Test dominierte er zusammen mit seinem Spin-Partner Erapalli Prasanna das Spiel und beide erreichten insgesamt neun Wickets (4/71 und 5/37). Es sollte zum einzigen Sieg der Inder bei der Tour führen. Im vierten Test konnte er dann noch ein Mal 7 Wickets für 98 Runs beisteuern, die seine beste Bowling-Leistung seiner Karriere werden sollten.
Im März 1971 reiste Indien in die West Indies und Bedi gelangen drei Wickets (3/46) im zweiten Test. Im folgenden Sommer erreichte er beim ersten Test in England 4 Wickets für 70 Runs und er begann für Northamptonshire in der County Championship zu spielen. Besser verlief es für ihn der Gegenbesuch der Engländer der im Dezember 1972 begann. Nachdem er drei Wickets (3/50) im ersten Test erreicht hatte, folgte im zweiten ein Five-for (5/63), womit er den Gegner dominierte. Im dritten Test folgten dann 4 Wickets für 38 Runs, bevor er in den beiden verbliebenen Spielen jeweils drei Wickets (3/134 und 3/138) erreichte. Ein Jahr später im Sommer 1974 erzielte er im Lord’s Cricket Ground in England sechs Wickets (6/226) und zusammen mit der miserablen Batting-Leistung des Teams sorgte dies für einen Tiefpunkt des indischen Crickets. Bei der Tour absolvierte er mit Indien auch deren erstes One-Day International. Im Dezember 1974 kamen die West Indies nach Indien und ihm gelangen vier Wickets (4/52) im dritten und zwei Mal drei Wickets im vierten Test (3/40 und 3/29). Im folgenden Sommer war er dann Teil der indischen Mannschaft beim ersten Cricket World Cup.

### Ernennung zum Kapitän
Daraufhin folgte Mansur Ali Khan Pataudi als Kapitän nach. Nachdem er in der Saison 1975/76 drei Wickets (3/63) in der folgenden Test-Serie in Neuseeland erreicht hatte, reiste das Team weiter in die West Indies. Hier konnte er nach drei Wickets (3/113) im ersten Test insgesamt acht Wickets im zweiten (5/82 und 3/44) erzielen, bevor er noch ein Mal vier (4/73) im dritten Spiel Wickets erreichte. Für Aufsehen sorgte er, als er im vierten Test, als er das erste Innings frühzeitig aus Protest gegen das von ihm als bedrohlich angesehene Bowling des west-indischen Teams. Im November 1976 kam Neuseeland für eine Test-Serie nach Indien un im ersten Test gelangen ihm 5 Wickets für 27 Runs. Nach zwei weiteren drei Wickets (3/80 und 3/42) im zweiten Spiel konnte er dann insgesamt neun (5/48 und 4/22) im dritten erreichen, womit er den Seriensieg sicherte. Der Tour folgte eine weitere gegen das englische Team, die er als Bowler dominieren konnte. Ihm gelangen vier Wickets (4/92) im ersten Test und ein Five-for (5/110) im zweiten. Im dritten Spiel waren es abermals vier Wickets (4/72) die er beisteuerte, und nachdem er im vierten sechs Wickets (6/71) erzielte, schloss er die Tour mit vier Wickets (4/109) im letzten Test ab.
In der Saison 1977/78 absolvierte er mit dem indischen Team eine Tour in Australien. Zur Eröffnung der Serie gelangen ihm 5 Wickets für 55 Runs im ersten Test. Im zweiten konnte er dann gleich zwei Mal fünf Wickets (5/89 und 5/105) erzielen und erreichte so sein erstes Ten-for. Jedoch hatte er mit einer riskanten Deklaration Australien in die Lage versetzt das Spiel dennoch zu gewinnen. In den verbliebenen Spielen folgten dann noch zwei Mal vier (4/52 und 4/53) und ein Mal drei Wickets (3/49). Es sollte die letzte Tour sein, bei der er so dominieren konnte. Im Oktober 1978 erreichte er in Pakistan lediglich ein Mal drei Wickets (3/124) und die Test- wie auch die ODI-Serie ging verloren. Bei der folgenden Tour gegen die West Indies wurde er dann als Kapitän von Sunil Gavaskar abgelöst und auch hier erreichte er nur ein Mal drei Wickets (3/98) im zweiten Test. Im Sommer blieb er beim Cricket World Cup 1979 Wicketlos und so absolvierte er kurz darauf gegen England seine letzte Test-Serie. Daraufhin spielte er weiter für Delhi, bis er auch hier im Jahr 1981 aufhörte.

## Nach der aktiven Karriere
Auch nach seiner Karriere blieb Bedi dem Cricket verbunden und arbeitete unter anderem als Jugend-Coach in Delhi. Durch seine teils scharfen Kommentare sorgte er immer wieder für Skandale. Der einschneidendste war, als er den Sri Lanker Muttiah Muralitharan auf Grund von dessen Bowling-Technik als Speerwerfer betitelte und es als unmöglich betrachtete, dass dessen Spielweise legal sei.

## Spieltechnik und Einordnung
Als Spin-Bowler war sein Stil von einem langsamen und mühelos erscheinenden, aufrechten Anlauf geprägt. Dadurch erzeugte er eine hohe Flugkurve und durch den Drall, den er durch seine Finger dem Ball mitgab, erzeugte er einen variablen Spin. Da er den Ball zumeist sehr langsam bowlte, sorgte er bei Battern für ein Sicherheitsgefühl in der diese Annahmen viel Zeit für eine Entscheidung zu haben, was dann dazu führte, dass diese Unentschlossenheit ihnen das Wicket kostete. Abseits davon konnte er durch seine Genauigkeit und Kontrolle dafür sorgen, die Runs der Gegner niedrig zu halten. Er spielte zu einer Zeit, wo in Indien das Spin-Bowling an Wichtigkeit gewann. Zusammen mit seinen Nationalmannschaftskollegen Erapalli Prasanna, Srinivasaraghavan Venkataraghavan and Bhagwath Chandrasekhar konnte er in verschiedenen Kombinationen über lange Zeit das indische Bowling dominieren.

## Auszeichnungen
Bedi erhielt 1969 den Arjuna Award und 1970 den Padma Shri.

## Persönliches
Bedi hatte in erster Ehe zwei Kinder und nach der Scheidung in einer zweiten zwei weitere. Sein Sohn Angad Bedi ist Schauspieler und ein ehemaliges Model.
Bishan Bedi verstarb im Oktober 2023 im Alter von 77 Jahren.